# Гавриково (Москва)
Гавриково — бывшая деревня, вошедшая в состав Москвы 19 марта 1984 года. На момент включения в черту города в деревне проживали 157 человек. В настоящее время эту территорию занимает одноимённый микрорайон по берегам реки Корюшки, входящий в состав района Южное Бутово Юго-Западного административного округа.

## История
По утверждению краеведческого общества, деревня была основана в XV веке и принадлежала князьям Великого княжества Московского. В XVI—XVII веках Гавриковым владели сначала Таракановы, затем Одоевские.
Когда Дмитрий Трубецкой женился на Варваре Ивановне Одоевской, в её приданое входили деревни Гавриково, Шибарово и Язва.
После Трубецких деревня перешла во владение Орловых, которые затем продали её и окрестные земли Катковым. Последним земли принадлежали вплоть до революции. Последним владельцем Гавриково был прапорщик А. М. Катков.

### В составе Москвы
В 1984 году указом президиума Верховного совета РСФСР Гавриково было передано в административное подчинение Московскому городскому совету. В 2001 году был подписан указ о переселении жителей деревни из подлежащих сносу домов. Началось строительство многоэтажных зданий серии П-3м, а также двух домов серии П-44Т. В настоящее время на территории бывшей деревни находится микрорайон Гавриково.
О деревне напоминают названия прудов на территории микрорайона — Верхний, Средний и Нижний Гавриковские пруды. Единственный сохранившийся частный кирпичный двухэтажный дом находится по адресу Старогавриковская улица, 37. Также деревню обозначает одна из звезд на гербе Южного Бутово, остальные звезды символизируют другие населённые пункты, которые стали частью района.